# CRC Press
CRC Press, LLC és un grup editorial estatunidenc especialitzat en la producció de llibres tècnics. Molts dels seus llibres estan relacionats amb l'enginyeria, la ciència i les matemàtiques. El seu abast també inclou llibres sobre negocis, ciències forenses i tecnologia de la informació. CRC Press és ara una divisió de Taylor & Francis, una subsidiària d'Informa.

## Història
CRC Press va ser fundada com a Chemical Rubber Company (CRC) l'any 1903 pels germans Arthur, Leo i Emanuel Friedman a Cleveland, Ohio, a partir d'una empresa anterior d'Arthur, que havia començat a vendre davantals de laboratori de cautxú el 1900. L'empresa es va anar expandint gradualment. per incloure la venda d'equips de laboratori a químics. El 1913, CRC va oferir un manual breu (116 pàgines) anomenat Rubber Handbook (El manual del cautxú) com a incentiu per a qualsevol compra d'una dotzena de davantals. Des de llavors, Rubber Handbook s'ha convertit en el llibre insígnia del CRC, CRC Handbook of Chemistry and Physics (El manual de química i física del CRC).
El 1964, Chemical Rubber va decidir centrar-se en les seves empreses editorials, i el 1973 l'empresa va canviar el seu nom a CRC Press, Inc, i va abandonar el negoci de fabricació, sortint d'aquesta línia com a Lab Apparatus Company.
El 1986, CRC Press va ser comprada per la Times Mirror Company. Times Mirror va començar a explorar la possibilitat d'una venda de CRC Press el 1996 i al desembre va anunciar la venda de CRC a Information Ventures. El 2003, CRC va passar a formar part de Taylor & Francis, que el 2004 va passar a formar part de l'editorial britànica Informa.